# Liptougou
Liptougou ist sowohl eine Gemeinde (französisch commune rurale) als auch ein dasselbe Gebiet umfassendes Departement im westafrikanischen Staat Burkina Faso, in der Region Est und der Provinz Gnagna. Die Gemeinde hat in 21 Dörfern 41.807 Einwohner.